# عین قنیا
عین قنیا (به عربی: عین قنیا) یک منطقهٔ مسکونی در لبنان است که در شهرستان حاصبیا واقع شده‌است. عین قنیا ۹۶۰ متر بالاتر از سطح دریا واقع شده‌است.